# Вариационная статистика
Вариационная статистика — исчисление числовых и функциональных характеристик эмпирических распределений. Термин был введён Г. Дункером в 1899 году. 
Если в какой-либо группе объектов показатель изучаемого признака изменяется (варьирует) от объекта к объекту, то каждому значению такого показателя х1 …, хn (n — общее количество объектов) ставят в соответствие одну и ту же вероятность, равную 1/n. Такое формально введенное «распределение вероятностей», называется эмпирическим, можно истолковать как распределение вероятностей некоторой искусственно введённой вспомогательной случайной величины, принимающей значение xi с вероятностью pi=1/n (i=1, …, n). Это позволяет использовать для целей вариационной статистики все понятия и результаты общей теории дискретных распределений, частным случаем которых являются эмпирическое распределения.